# Russula aurea
Russula aurea Pers., Observationes mycologicae (Lipsiae) 1: 101 (1796).
La Russula aurea è una specie che, grazie alla colorazione giallo-arancio e rossa del cappello e giallo-citrino del filo delle lamelle e di parte del gambo, è una delle russule maggiormente riconoscibili a colpo d'occhio dai raccoglitori.

## Descrizione della specie
Cappello 
5-12 cm di diametro, sodo, prima emisferico, poi convesso e infinepiano con leggera depressione centrale.
cuticolaseparabile oltre la metà, asciutta, piuttosto opaca, di colore rosso con macchie giallo-oro più o meno estese.
marginearrotondato e solcato negli esemplari adulti.
 Lamelle 
Fitte, fragili, colore crema poi dorate, larghe (9 mm), adnate o libere al gambo, fin dal principio tinte di giallo citrino sul filo, poi giallo-crema, infine ocracee.
 Gambo 
5-8 x 2-3 cm, cilindrico, con base arrotondata, svasato all'apice, attenuato alla base, carnoso, prima pieno poi farcito, bianco, quasi sempre sfumato almeno in parte di giallo limone con macchie brune.
 Carne 
Biancastra, soda, gialla sotto la cuticola del cappello, assai fragile.
- Odore: non rilevante.
- Sapore: dolce.

 Microscopia 
Spore7,5-9 x 6,5-7,5 µm, sub-ovoidali, verrucose, reticolate, gialle in massa.
Basidi50-13 µm.
Cistidifusiformi, 60-80 x 9-12 µm.

## Habitat
Cresce dalla tarda primavera alla fine dell'estate, in boschi caldi di latifoglie, occasionalmente anche sotto conifere.

## Commestibilità
Ottima.
Molto ricercata

## Nomi comuni
- Colombina dorata
- Russula romanista (Lazio)
- Bietta

## Sinonimi e binomi obsoleti
- Agaricus auratus With., Bot. Arr. Brit. Pl., Edn 2 4: 184 (1801)
- Russula aurata (With.) Fr., Epicrisis Systematis Mycologici (Uppsala): 360 (1838)